# Ryan Sommer
Ryan Sommer (ur. 27 sierpnia 1993 w White Rock) – kanadyjski bobsleista, brązowy medalista olimpijski z Pekinu 2022 oraz brązowy medalista mistrzostw świata.
Mieszka w Calgary.

## Udział w zawodach międzynarodowych
| Impreza            | Rok  | Gospodarz | Konkurencja | Miejsce |                      |      |       |         |      |
| ------------------ | ---- | --------- | ----------- | ------- | -------------------- | ---- | ----- | ------- | ---- |
| Impreza            | Rok  | Gospodarz | Konkurencja | Miejsce | Igrzyska olimpijskie | 2022 | Pekin | czwórki | 03 ! |
| Mistrzostwa świata | 2019 | Whistler  | czwórki     | 03 !    |                      |      |       |         |      |
| Mistrzostwa świata | 2020 | Altenberg | czwórki     | DNS     |                      |      |       |         |      |
| Mistrzostwa świata | 2021 | Altenberg | czwórki     | 5.      |                      |      |       |         |      |